# Copa Norte 2002
La Copa Norte 2002 è stata la 6ª ed ultima edizione della Copa Norte.

## Formula
Il torneo si disputa in due fasi, ambedue a gironi. Nella prima fase, le sedici squadre partecipanti sono suddivise in quattro gironi da quattro squadre ciascuno. Le prime due classificate di ciascun girone, passano alla seconda fase.
Nella seconda fase, le otto squadre sono suddivise in due gironi da quattro squadre. Le vincenti del proprio girone, si contenderanno il titolo in un match di andata e ritorno.
Il club vincitore ottiene un posto nella Copa dos Campeões 2002.

## Partecipanti
| Stato    | Squadra (Città)               |
| -------- | ----------------------------- |
| Acre     | Vasco da Gama-AC (Rio Branco) |
| Amapá    | Independente-AP (Santana)     |
| Amapá    | São José-AP (Macapá)          |
| Amazonas | Nacional-AM (Manaus)          |
| Amazonas | Rio Negro (Manaus)            |
| Amazonas | São Raimundo-AM (Manaus)      |
| Maranhão | Sampaio Corrêa (São Luís)     |
| Maranhão | Moto Club (São Luís)          |
| Pará     | Paysandu (Belém)              |
| Pará     | Remo (Belém)                  |
| Piauí    | Oeiras (Oeiras)               |
| Piauí    | River (Teresina)              |
| Rondônia | Ji-Paraná (Ji-Paraná)         |
| Rondônia | União Cacoalense (Cacoal)     |
| Roraima  | Atlético Roraima (Boa Vista)  |
| Roraima  | Baré (Boa Vista)              |

## Risultati

### Prima fase

#### Girone A
|  | Pos. | Squadra          | Pt | G | V | N | P | GF | GS | DR |
|  | ---- | ---------------- | -- | - | - | - | - | -- | -- | -- |
|  | 1.   | Atlético Roraima | 12 | 6 | 4 | 0 | 2 | 9  | 6  | +3 |
|  | 2.   | São Raimundo-AM  | 10 | 6 | 3 | 1 | 2 | 13 | 10 | +3 |
|  | 3.   | Rio Negro        | 9  | 6 | 3 | 0 | 3 | 10 | 13 | -3 |
|  | 4.   | Baré             | 4  | 6 | 1 | 1 | 4 | 6  | 9  | -3 |

Legenda:
      Ammessa alla seconda fase.
Note:
Tre punti a vittoria, uno a pareggio, zero a sconfitta.

#### Girone B
|  | Pos. | Squadra         | Pt | G | V | N | P | GF | GS | DR |
|  | ---- | --------------- | -- | - | - | - | - | -- | -- | -- |
|  | 1.   | Paysandu        | 12 | 6 | 3 | 3 | 0 | 11 | 3  | +8 |
|  | 2.   | Remo            | 11 | 6 | 3 | 2 | 1 | 10 | 6  | +4 |
|  | 3.   | Independente-AP | 9  | 6 | 3 | 0 | 3 | 10 | 13 | -3 |
|  | 4.   | São José-AP     | 2  | 6 | 0 | 2 | 4 | 4  | 8  | -4 |

Legenda:
      Ammessa alla seconda fase.
Note:
Tre punti a vittoria, uno a pareggio, zero a sconfitta.

#### Girone C
|  | Pos. | Squadra        | Pt | G | V | N | P | GF | GS | DR |
|  | ---- | -------------- | -- | - | - | - | - | -- | -- | -- |
|  | 1.   | River          | 14 | 6 | 4 | 2 | 0 | 12 | 6  | +6 |
|  | 2.   | Moto Club      | 8  | 6 | 2 | 2 | 2 | 10 | 8  | +2 |
|  | 3.   | Sampaio Corrêa | 6  | 6 | 1 | 3 | 2 | 7  | 8  | -1 |
|  | 4.   | Oeiras         | 4  | 6 | 1 | 1 | 4 | 3  | 10 | -7 |

Legenda:
      Ammessa alla seconda fase.
Note:
Tre punti a vittoria, uno a pareggio, zero a sconfitta.

#### Girone D
|  | Pos. | Squadra          | Pt | G | V | N | P | GF | GS | DR |
|  | ---- | ---------------- | -- | - | - | - | - | -- | -- | -- |
|  | 1.   | Ji-Paraná        | 11 | 6 | 3 | 2 | 1 | 13 | 7  | +6 |
|  | 2.   | Nacional-AM      | 10 | 6 | 3 | 1 | 2 | 10 | 6  | +4 |
|  | 3.   | União Cacoalense | 7  | 6 | 1 | 4 | 1 | 10 | 14 | -4 |
|  | 4.   | Vasco da Gama-AC | 3  | 6 | 0 | 3 | 3 | 6  | 12 | -6 |

Legenda:
      Ammessa alla seconda fase.
Note:
Tre punti a vittoria, uno a pareggio, zero a sconfitta.

### Seconda fase

#### Girone E
|  | Pos. | Squadra          | Pt | G | V | N | P | GF | GS | DR |
|  | ---- | ---------------- | -- | - | - | - | - | -- | -- | -- |
|  | 1.   | São Raimundo-AM  | 13 | 6 | 4 | 1 | 1 | 14 | 8  | +6 |
|  | 2.   | Ji-Paraná        | 10 | 6 | 3 | 1 | 2 | 9  | 8  | +1 |
|  | 3.   | Nacional-AM      | 6  | 6 | 1 | 3 | 2 | 9  | 9  | 0  |
|  | 4.   | Atlético Roraima | 4  | 6 | 1 | 1 | 4 | 8  | 15 | -7 |

Legenda:
      Ammessa alla finale.
Note:
Tre punti a vittoria, uno a pareggio, zero a sconfitta.

#### Girone F
|  | Pos. | Squadra     | Pt | G | V | N | P | GF | GS | DR |
|  | ---- | ----------- | -- | - | - | - | - | -- | -- | -- |
|  | 1.   | Paysandu    | 12 | 6 | 4 | 0 | 2 | 12 | 6  | +6 |
|  | 2.   | Remo        | 10 | 6 | 3 | 1 | 2 | 7  | 6  | +1 |
|  | 3.   | Nacional-AM | 7  | 6 | 2 | 1 | 3 | 6  | 7  | -1 |
|  | 4.   | River       | 5  | 6 | 1 | 2 | 3 | 5  | 11 | -6 |

Legenda:
      Ammessa alla finale.
Note:
Tre punti a vittoria, uno a pareggio, zero a sconfitta.

### Finale
| Squadra 1       | Totale | Squadra 2 | Andata | Ritorno |
| --------------- | ------ | --------- | ------ | ------- |
| São Raimundo-AM | 0 – 4  | Paysandu  | 0 – 1  | 0 – 3   |